# Proton Radio
Pour les articles homonymes, voir Proton (homonymie).
 (octobre 2024).

Logo de Proton Radio.

Proton Radio est une webradio de musique électronique.

## Histoire
La webradio est fondée en 2002 par Sam Packer, Alex Ambroziak et Eric Liberda. Elle propose plus de 200 émissions exclusives de divers DJ du monde entier, y compris des sets de DJ invités tels que Sasha, Luke Chable, James Zabiela, Anthony Pappa, Kasey Taylor, Lance Cashion, Oliver Lieb, Way Out West et d'autres. Depuis 2003, ils organisent également un événement annuel lors de la Winter Music Conference annuelle.
Proton Radio crée un label en 2004. Proton Music produit des artistes tels que Digital Witchcraft, Deepsky et Stella von Schöneberg. La première sortie de Proton Music était une compilation, en octobre 2004 intitulée The Sound, mixée par le DJ résident Lance Cashion. Le premier single du label est Fingerpaint de Digital Witchcraft, pour lequel ils ont organisé un concours de remix. Proton Music publie ses singles et ses compilations via des sites web de musique tels que iTunes, Beatport et Release Records.
En 2006, Proton Radio lance son service de musique à la demande, permettant aux utilisateurs d'accéder à ses mixes DJ à tout moment.